# Frontlinienstaat
Die Frontlinienstaaten (Front Line States, FLS), oder auch „Gruppe der afrikanischen Frontstaaten“ waren die souveränen südafrikanischen Länder, die sich zum Ende der kolonialen und weißen Minderheitsherrschaft für bewaffnete Befreiungskämpfe engagierten und die geographisch an die Länder angrenzten, in denen diese Kämpfe stattfanden. Davon abgeleitet werden auch heute noch Länder als Frontlinienstaaten bezeichnet, die aufgrund ihrer geostrategischen Lage an ein Konfliktgebiet angrenzen oder von denen aus auf ein Konfliktgebiet Einfluss ausgeübt werden kann. 
Die „Gruppe der afrikanischen Frontstaaten“ entstand im Jahre 1974 während des Konfliktes in Rhodesien, später Simbabwe. Die weiße Regierung Südafrikas wollte eine Verhandlungslösung finden und begann eine Friedensinitiative. Der sambische Präsident Kenneth Kaunda ging darauf ein. Dabei wollte er sich der Unterstützung der Regierungen von Tansania, Botswana und Mosambik versichern. Dazu bildeten die vier Staaten die „Gruppe der afrikanischen Frontstaaten“, die von der Organisation für Afrikanische Einheit (OAU) unterstützt und somit zu einem der wichtigsten Akteure im Dekolonisierungsprozess im südlichen Afrika wurde. Ziel der Staaten war es, ihre Reaktionen auf die Apartheid zu koordinieren und eine gemeinsame Politik zu formulieren. Lesotho und Swasiland zählten aufgrund ihrer großen Abhängigkeit von Südafrika nicht zu den Frontlinienstaaten.
Bei den nachfolgenden Friedensinitiativen zu Simbabwe spielten die Frontlinienstaaten aufgrund ihrer Beziehungen zu den Rebellengruppierungen eine wichtige Rolle. In den Kriegen der 1980er Jahre nahm die Bedeutung der Frontlinienstaaten ab. Trotzdem kamen in diesem Zeitraum weitere Mitglieder zur Gruppe: Angola (1976), Simbabwe (1980) und Namibia (1990). Mit dem Ende der Apartheid in Südafrika 1994 war auch die Legitimation der Frontlinienstaaten erschöpft.
Die Frontlinienstaaten bildeten auch Vorläufer heutiger Organisationen. So gründeten sie 1982 das Inter State Defence and Security Committee (ISDSC), ein Treffen der Außen- und Verteidigungsminister, das 1996 zum Organ on Politics, Defence and Security der Southern African Development Community  (SADC) wurde.
Davon abgeleitet werden auch heute noch Länder als Frontlinienstaaten bezeichnet, die aufgrund ihrer geostrategischen Lage an ein Konfliktgebiet angrenzen oder von denen aus auf ein Konfliktgebiet Einfluss ausgeübt werden kann, so beispielsweise Florida während der Kubakrise von 1962, Deutschland während des Kalten Krieges und Pakistan im Krieg gegen den Terror.